# Shaolin e Wu Tang
Shaolin e Wu Tang (Shào Lín yǔ Wǔ Dāng) è un film del 1983 diretto da Gordon Liu.
Film di arti marziali di Hong Kong sulla rivalità tra le scuole di arti marziali Shaolin e Wu Tang. È conosciuto anche con il titolo Shaolin vs. Wu-Tang nella collezione Master Killer.
Il film ha ispirato il nome del gruppo hip-hop Wu-Tang Clan, che ha utilizzato diversi campioni audio dal doppiaggio inglese del film nel loro album di debutto del 1993 Enter the Wu-Tang (36 Chambers) .

## Trama
Il Maestro Liu e il Maestro Law sono maestri rivali nello stile Shaolin del kung fu e del combattimento con la spada in stile Wu-Tang, e gestiscono due scuole nella stessa città. I loro migliori studenti, Chao Fung-wu e Hung Jun-kit, sono in realtà amici intimi, con la sorella di Jun-kit, Yan-ling, che ha una cotta per Fung-wu. Dopo aver osservato i due studenti che combattono in un bordello, due soldati del Signore locale dell'Imperatore Qing gli riferiscono il potere dei due stili. L'Imperatore stabilisce che i due stili sono pericolosi e che deve impararli entrambi.
Dopo essere stato avvelenato dall'Imperatore, il Maestro Law lascia che Fung-wu lo pugnali. Per questo Fung-wu viene mandato in prigione. Nel tentativo di salvare Fung-wu, Jun-kit insegna a un prigioniero il pugno di Shaolin Chin kang, senza sapere che il prigioniero è la spia dei Lord. Dopo la loro fuga dalla prigione, tutti e quattro (la spia, Yan-ling, Fung-wu e Jun-kit) sono in agguato. Per superare gli uomini del Signore, Fung-wu insegna alla spia alcune tecniche di spade Wu-tang. Dato che sono ancora sopraffatti, Fung-wu e Yan-ling devono fuggire dalla scena solo per essere catturati dal Wu-Tang che è venuto a perseguire Fung-wu per aver ucciso Master Law. Mentre partono per il tempio di Wu-Tang, Yan-ling viene colpito e muore tra le braccia del Fung-wu. I Wu-Tang si lasciano alle spalle il cadavere. Jun-kit lo trova, credendo che il Wu-Tang abbia ucciso sua sorella. Sperando di vendicare la morte di Yan-lings Jun-kit ritorna al tempio di Shaolin per l'addestramento come monaco. Nel frattempo Fung-wu si tiene nel tempio di Wu-tang.
Il Signore Qing da allora ha imparato entrambi gli stili dalla spia; ma, siccome nessuno dei due li ha appresi da un maestro, la sua comprensione di entrambi gli stili è imperfetta. Per ovviare a questa carenza, decide di far distruggere l'un l'altro il Wu-Tang e lo Shaolin, per diventare l'unico maestro di entrambi gli stili. Per fare questo, organizza una gara di arti marziali tra i due templi, sperando di fare appello alla tradizionale rivalità tra Shaolin e Wu-Tang. Jun-kit (ora chiamato Tat-chi) e Fung-wu (ora chiamato Ming-kai), sono scelti dai rispettivi templi come rappresentanti.
Durante il concorso il Signore Qing, nella sua impazienza di vedere distrutti sia Wu-Tang che Shaolin, confessa le sue reali motivazioni e il suo ruolo nelle morti di Yan-ling e Master Law. Tat-chi e Ming-kai devono quindi combinare il pugno di Chin kang Shaolin e lo stile della spada Wu-Tang per sconfiggerlo.